# Žestilac
Žestilac – wieś w Chorwacji, w żupanii primorsko-gorskiej, w gminie Dobrinj. W 2011 roku liczyła 9 mieszkańców.